# ルイス・ダンク
ルイス・ダンク（Lewis Dunk、1991年11月21日 - ）は、イングランド・イースト・サセックス・ブライトン出身のサッカー選手。プレミアリーグ・ブライトン・アンド・ホーヴ・アルビオンFC所属。イングランド代表。ポジションはディフェンダー。

## 経歴
イングランド・ブライトンで生まれ、ブライトン・アンド・ホーヴ・アルビオンのユースチームに加入し、2009-10シーズンのMKドンズ戦でプロデビューを果たす。ユースチームでキャプテンを務めたほか、リザーブチームで活躍したことにより、2010-11シーズンはファーストチームに昇格し、合計8試合に出場した。
2011-12シーズンはアダム・エル=アブドが長期離脱したこともあり、ファーストチームでの地位を確立し、U-21イングランド代表にも招集された。
2012-13シーズン、 マシュー・アップソンやゴードン・グリアからポジションを奪えず、2013年にブリストル・シティに短期間のレンタル移籍を経験した。
2014-15には再びセンターバックのファーストチョイスとなった。ブルーノが欠場した場合はキャプテンを務めるようになった。
2016-17シーズンはチームのプレミアリーグ昇格に大きく貢献し、自身もベストイレブンに選ばれる等の活躍をした。
2017-18シーズンはダンクとブライトンにとって初のプレミアリーグの試合はマンチェスター・シティに0-2で敗北。 2018年3月4日にアーセナル戦でプレミアリーグ初ゴールを記録チームも2-1での勝利に貢献する。このシーズン、ブライトンは15位でフィニッシュ。自身も不動のセンターバックとしてアイルランド代表DFシェイン・ダフィーと不動のセンターバックコンビとして君臨した。
2018-19シーズン、引き続きダフィーとのコンビでチームを支えプレミアリーグ17位に踏みとどまり、2年連続で1部残留を決めた。さらに、FAカップでは久しぶりにベスト4に進出するなど奮闘した。
2020年8月21日、ブライトンと2023年までの契約延長に合意した。

## 代表経歴
UEFAネーションズリーグ2018-19の2試合に臨むイングランド代表メンバーとして負傷したバーンリーDFジェームス・ターコウスキーに代わって、初招集された。2018年11月15日、アメリカ代表との親善試合で代表デビュー、ウェンブリー・スタジアムで3-0で勝利に貢献。

## タイトル

### 個人
- PFAチャンピオンシップ年間最優秀チーム賞：2017